# In Love We Trust
In Love We Trust — двенадцатый студийный альбом голландского коллектива Clan of Xymox, выпущенный в 2009 году на лейбле Trisol Music Group. Сингл «Emily», вышедший за месяц до релиза альбома, достиг первых мест в голландских альтернативных чартах, а сам лонгплей в сентябре 2009 года повторил это достижение и попал на первые строчки хит-парадов Metropolis Records и журнала Orkus.
В России альбом издавался лейблом Gravitator Records.

## Об альбоме

### Название и тематика
По словам Ронни Морингса, название In Love We Trust (рус. Мы верим в любовь) было выбрано им из-за своей циничности, поскольку в заглавной песне с альбома повествуется отнюдь не о вере в любовь, а, напротив, о её постепенном угасании. «Многие близкие мне люди в течение последнего времени разрывали отношения со своими возлюбленными. Эти обстоятельства не могли не затронуть меня, а единственный способ выразить собственную реакцию — это превратить её в нечто творческое. Изначально я хотел сделать что-то вроде концептуального альбома, взять 10 песен и связать их единой нитью, но после мне показалось правильным решением отказаться от этой идеи», — сказал Морингс в одном из интервью.
Главной темой альбома являются романтические отношения, однако в текстах присутствуют также и другие мотивы: так, песня «On A Mission» посвящена политике, а «Home Sweet Home» рассказывает об опыте астральной проекции.

### Стиль и отзывы критиков
На этом альбоме Clan of Xymox окончательно вернулись к звучанию времён сотрудничества с 4AD Records, но в гораздо большей степени «электронному». Музыкальный критик Дэвид Джефриз назвал In Love We Trust лучшей работой группы за двадцать лет, заявив, что этот диск должен быть в коллекции любого поклонника жанра дарквейв, и указал на явное сходство вокала Ронни Морингса со стилем исполнения Эндрю Элдрича из Sisters of Mercy.
Схожее мнение высказал Петер Хейманн из журнала Sonic Seducer, охарактеризовавший песни с альбома как «чудесные мелодии, окутанные тёмной и меланхолической атмосферой», однако заметивший, что на этом диске практически нет энергичных хитов, если не считать композиции «Emily», «которая ещё долго будет держаться в плей-листах готических клубов».
Курт Ингельс, рецензент бельгийского онлайн-издания Dark Entries, поставил диску девять баллов из десяти возможных и также счёл его одним из лучших произведений коллектива, продолжающим традиции ранних релизов Clan of Xymox, но в то же время своеобразным и цельным.

## Список композиций
Тексты и музыка: Ронни Морингс.
1. «Emily» — 3:55
2. «Hail Mary» — 4:58
3. «Desdemona» — 4:39
4. «Judas» — 5:23
5. «In Love We Trust» — 4:30
6. «Sea of Doubt» — 5:05
7. «Morning Glow» — 5:33
8. «Home Sweet Home» — 4:38
9. «Love Got Lost» — 4:38
10. «On a Mission» — 5:13